# 白花八角
菲島白花八角（学名：Illicium philippinense）是八角茴香科八角属的植物。主要分布於菲律宾，生长于海拔1,000米至2,400米的地区，常生长在山地林中，目前尚未由人工引种栽培。